# Borhyaena
La boriena (gen. Borhyaena) è un mammifero marsupiale estinto appartenente agli sparassodonti, fossile del Miocene inferiore (circa 18 - 16 milioni di anni fa) del Sudamerica. 

## Descrizione
La ricostruzione più nota di questo animale lo mostra come qualcosa di simile a un orso dalla coda lunga, di grandi dimensioni e dalla corporatura massiccia. In realtà, le stime del peso di Borhyaena (Argot 2003) indicano un animale di circa 19-29 kg, l'equivalente di una piccola iena o di un lupo, o di un grande tilacino. Tuttavia il robusto cranio, con le sue ampie arcate zigomatiche, indica una massa sproporzionatamente elevata di muscolatura del cranio e del collo; pertanto, le stime di massa per l'intero animale sulla base delle sole proporzioni del cranio (e assumendo proporzioni del corpo simili a quelli dei mammiferi carnivori esistenti) hanno dato a Borhyaena una massa di circa 74 kg (Van Valkenburgh 1985, 1987). La possente muscolatura del collo suggerisce una capacità di trasportare carichi pesanti.
Una mano parzialmente o completamente digitigrada, brevi artigli smussati, arti anteriori limitati a un movimento parasagittale e dotati di una ridotta muscolatura distale indicano che Borhyaena era un animale terricolo e corridore. Tuttavia, le sue membra non erano così allungate come quelle dei predatori corridori attuali. In precedenza descritto come plantigrado, ciò che è noto della morfologia della caviglia e degli arti anteriori dimostrerebbero che Borhyaena era più probabilmente digitigrado anche negli arti posteriori (Argot 2003).

## Classificazione
Borhyaena venne descritto inizialmente nel 1887 da Florentino Ameghino, sulla base di resti fossili ritrovati in Patagonia in terreni del Miocene inferiore. La specie tipo, e anche la più conosciuta, è Borhyaena tuberata, rinvenuta in seguito anche in Cile (Marshall, 1990). Un'altra specie, B. macrodonta, venne descritta inizialmente nel 1902 da Ameghino in un genere a sé stante, Pseudoborhyaena, e solo in seguito venne attribuita al genere Borhyaena (Marshall, 1978).
Borhyaena è il genere eponimo della famiglia dei borienidi, un gruppo di mammiferi metateri (probabilmente marsupiali) che si svilupparono nel corso del Cenozoico in Sudamerica, quando il continente era rimasto isolato dal Nordamerica. Borhyaena, per le caratteristiche della dentatura, ricorda i creodonti, un gruppo di carnivori dei continenti settentrionali, con i quali tuttavia non è imparentato. Altri borienidi sono Nemolestes, Australohyaena, Fredszalaya ed Eutemnodus.

## Paleoecologia
Borhyaena, benché fosse un animale digitigrado e probabilmente più veloce degli altri predatori del suo habitat, non doveva essere un eccellente corridore (a causa degli arti più brevi rispetto a quelli degli attuali mammiferi predatori corridori). Ciò, tuttavia, non doveva essere un problema: quasi tutte le potenziali prede di Borhyaena (che includevano xenartri, astrapoteri, notoungulati e grandi roditori) non erano corridori: nella fauna del Miocene inferiore patagonico, solo i litopterni proteroteridi e macrauchenidi possono essere considerati corridori (Argot 2004).